# Patrick Pass

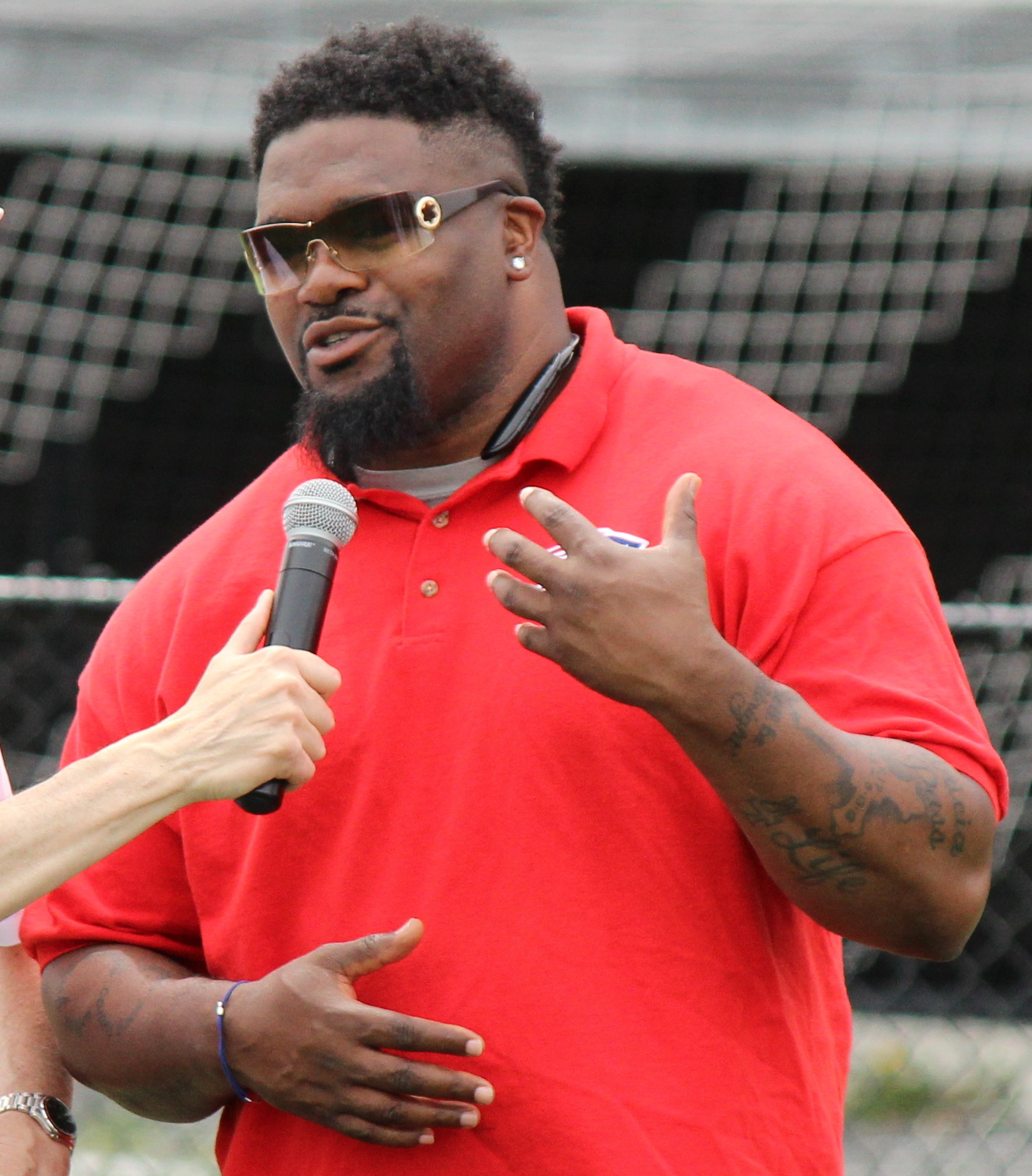
Imagem do ex-jogador de futebol americano estadunidense Patrick Pass.

Patrick Pass (31 de dezembro de 1977) é um ex jogador profissional de futebol americano estadunidense que atuava na posição de fullback que foi campeão jogando pelo New England Patriots em três Super Bowls (XXXVI, XXXVIII, XXXIX).